# Craig Levein
Craig William Levein, född 22 oktober 1964 i Dunfermline, är en skotsk fotbollstränare. Levein var tidigare en spelare och gjorde 16 landskamper för Skottland och var med vid VM i Italien 1990. Under karriären var han länge trogen Hearts FC som han tillbringade tolv säsonger i och gjorde över 300 matcher.
Craig Levein har dock varit mest framgångsrik som tränare. Han startade i Cowdenbeath och fick efter några år jobb i Hearts FCdär han ledde dem till tredjeplatsen samt framgångsrikt spel i Europa. År 2004 fick han chansen i Leicester City FC men efter en och en halv säsong så fick han sparken. Detta innebar att han fick börja om i Scottish First Division där han tog över Raith Rovers FC. Men efter bara en månad på jobbet så skrev han på för Dundee United FC där han var väldigt framgångsrik och kunde få fyra av sina hittills sex priser som månadens tränare i Scottish Premier League. Den 23 december 2009 blev han utnämnd till ny coach för Skottland. Kvalet till EM 2012 började dock sådär och för närvarande ligger Skottland på en tredjeplats. Efter en 2-1-seger mot Liechtenstein, ett 0-0-resultat mot Litauen samt två förluster mot Spanien och Tjeckien.
Han är för närvarande förbundskapten för Skottland.